# Moulin de la Pâquelais
Le moulin de la Pâquelais est un moulin situé à Savenay, dans le département de la Loire-Atlantique, en France.
Moulin à vent tour petit pied ou taille de guêpe, il est équipé d'ailes berton, il possède deux paires de meules, un monte-sacs, un régulateur et bluterie ; il possède un rouet et une lanterne en fonte,un toit couvert en bardeaux de châtaignier, son toit pivote sur crémaillère.
Ce moulin daterait de 1545, à cette époque le moulin comportait un seul étage avec des ailes a voiles et un guivre ; il appartenait au seigneur de la Paclais, mais en 1911 le moulin incendié est alors surélevé de deux étage,permettant ainsi de l'équiper de deux paires de meules et des ailes berton. Malgré un abandon, il est restauré en 1991, il est en état de marche.
Les armes de la famille Bessard du Parc, seigneur de la Pâclais à partir du XVIe siècle, y sont sculptées. La date 1545, année de sa construction, s'y trouve également.
Le monument est inscrit au titre des monuments historiques en 1996.